# Kościół Matki Bożej Częstochowskiej w Chełpie
Kościół Matki Bożej Częstochowskiej w Chełpie – katolicki kościół filialny zlokalizowany we wsi Chełpa w gminie Choszczno, w powiecie choszczeńskim (województwo zachodniopomorskie). Należy do parafii św. Stanisława Kostki w Korytowie.

## Historia i architektura
Sytuowany na planie prostokąta, murowany z kamienia polnego i cegły kościół wzniesiony został na przełomie XV i XVI wieku. W korpusie nawowym znajdują się głęboko osadzone, zakończone łukiem okna wypełnione witrażami. Kościół kryty jest dachem dwuspadowym. W XIX wieku kościół został przebudowany, a od strony zachodniej dostawiono ceglaną, neogotycką wieżę. Wieża zdobiona jest dekoracjami w formie fryzu, rozglifień i rozety, nakrywa ją ostrosłupowy dach hełmowy z krzyżem na szczycie.
Po 1945 roku kościół popadł w ruinę. Odbudowany w 1980 roku, został poświęcony w dniu 31 sierpnia 1980 roku przez biskupa Jana Gałeckiego.